# موج (مجله)
موج مجله‌ای بود فرهنگی-هنری-ادبی که در فروردین سال ۱۳۳۱ شروع به کار می‌کند. «موج» قرار بود فصلنامه باشد، ولی از آنجا که فاقد امکانات است پس از یک شماره تعطیل می‌شود.
در فروردین سال ۱۳۳۱ یاران خروس جنگی به‌اتفاق پرویز داریوش، منوچهر شیبانی و عبدالحسین احسانی و چند تن دیگر، و با تلاش هوشنگ ایرانی، مجلهٔ «موج» را منتشر می‌کنند. «موج» نسبت به خروس جنگی بسیار ملایم و معتدل است.
مطالب این تک‌شماره بدین قرار است:
«نیچه-بت‌شکن بت‌ساز» از محمدباقر هوشیار؛ «رؤیا»، از گوته و به ترجمهٔ هوشنگ ایرانی، «De Profundis» شعری از هوشنگ ایرانی؛ «نظری به وضع تونس» از جعفر ندیم؛ «حیات من»، شعری از هانری میشو به ترجمهٔ هوشنگ ایرانی؛ نظریات ملاصدرا از سید عبدالله انوار؛ «در تنهایی» از بودا، به ترجمهٔ هوشنگ ایرانی؛ «مرگ و زندگی» شعری از عبدالحسین احسانی؛ کافکا نوشتهٔ پرویز داریوش؛ «چون او» شعری از تاگور به ترجمهٔ هوشنگ ایرانی؛ «امید و آرزوهای من» از یک شاعر ناشناس آلمانی به ترجمهٔ عبدالحسین احسانی؛ «فعالیت در آمورش و پرورش» از عبدالله فریار؛ «انتظاری» شعر از منوچهر شیبانی؛ جان می‌نارد کینز از احمد مینایی؛ «دربارهٔ آلفرد نرث وایتهد» از سهراب دوستدار؛ «روز خشم» از لئونید آندری‌یف به ترجمهٔ عبدالله فریار؛ و «یک نقد» از پرویز داریوش.
«موج» قرار بود فصلنامه باشد، ولی از آنجا که فاقد امکانات است پس از یک شماره تعطیل می‌شود. این یک شماره در ۵۰۰ نسخه چاپ شد. نکتهٔ قابل توجه در این مجله، تاریخ شعر عبدالحسین احسانی است. احسانی ظاهراً این شعر را در مهرماه ۱۳۲۴ سروده است؛ و این امر بیانگر این مطلب است که بسا شاعران دیگر که در سال ۱۳۲۴ یا پیش‌تر از آن شعر نو سروده‌اند که اثری از آن‌ها نمانده، یا دیریاب است.

## پی‌نوشت
1. 1 2 3  جواهری گیلانی، محمدتقی (شمس لنگرودی). تاریخ تحلیلی شعر نو - جلد اول: ۱۲۸۴–۱۳۳۲ه‍. ش، [ویرایش دوم]. تهران: نشر مرکز، ۱۳۷۷